# Reuben Grinberg
Reuben Grinberg est un résistant juif français né le 12 septembre 1888 à Proskorov (Ukraine) et mort le 4 avril 1970 à Genève.

## Biographie
Il arrive à Paris aux alentours de 1907 pour y effectuer des études de mathématiques. La révolution russe de 1917 le contraint à ne pas rentrer dans son pays. Il y retournera plus tard avec la mission Nansen. A Paris, il travaille à la Banque Juive, puis prend la direction de l'ORT France. C'est un membre actif de la Fédération des sociétés juives de France. Ses liens d'amitié, qui datent de l'enfance, avec David Rappoport l'entraînent à participer au Comité Amelot. Lors des premières grandes rafles, il quitte Paris avec sa famille pour suivre l'ORT, d'abord à Marseille, puis à Voiron. Il devient président de la Fédération après la guerre, puis il prend sa retraite en Israël. Il meurt le 4 avril 1970 à Genève auprès de sa fille.